# Bacterias nitrificantes
Las bacterias nitrificantes son organismos   quimiolitotróficos que incluyen especies de los géneros Nitrosomonas, Nitrosococcus, Nitrobacter y Nitrococcus. Estas bacterias consiguen su energía por la oxidación de los compuestos inorgánicos del nitrógeno. Muchas especies de bacterias nitrificantes tienen sistemas complejos de membrana interna que son donde residen las enzimas clave en la nitrificación: amoníaco monooxigenasa que oxida amoníaco a hidroxilamina, y nitrito oxidorreductasa, que oxida nitrito a nitrato.

## Ecología
Las bacterias nitrificantes son un pequeño grupo taxonómico en el medio ambiente, y se encuentran en los lugares donde están presentes cantidades considerables de amoníaco (lugares en los que la descomposición de proteínas es intensa y plantas de tratamiento de aguas residuales). Las bacterias nitrificantes prosperan en lagos y arroyos con altos insumos y con salidas de aguas residuales debido al alto contenido en amoníaco.

## Oxidación de amoníaco a nitrato
La nitrificación en la naturaleza es un proceso de oxidación en dos pasos: de amonio (NH4+) o amoníaco (NH3) a nitrato (NO3-) catalizada por dos grupos bacterianos ubicuos. La primera reacción es la oxidación de amonio a nitrito por bacterias oxidantes del amoniaco (AOB) representadas por el género "Nitrosomonas". La segunda reacción es la oxidación del nitrito (NO2-) por las bacterias oxidantes de nitritos (NOB), representado por el género "Nitrobacter".

### Primer paso de la nitrificación - mecanismo molecular

Figura 1. Mecanismo molecular de oxidación de amonio por AOB

La oxidación de amoníaco en la nitrificación autotrófica es un proceso complejo que requiere la intervención de varias enzimas, proteínas y presencia de oxígeno. Las enzimas clave, necesarias para obtener energía durante la oxidación del amoníaco a nitrito, son: amonio monooxigenasa (AMO) e hidroxilamina oxidorreductasa (HAO). En primer lugar es una proteína transmembrana de cobre la que cataliza la oxidación del amoníaco a hidroxilamina (1.1) tomando dos electrones directamente del grupo de quinonas. Esta reacción requiere O2. En la segunda etapa (1.2), un multihemo trimérico c-type HAO convierte la hidroxilamina en nitrito en el periplasma con la producción de cuatro electrones. La corriente de cuatro electrones se canaliza a través del citocromo c  554 a un citocromo c  552 . Dos de los electrones son devueltos a AMO, donde se utilizan para la oxidación del amoníaco (grupo quinol). Los restantes dos electrones se utilizan para generar una fuerza motriz protónica y reducir NAD (P) a través del transporte  inverso de electrones.
- NH3 + O2 → NO2- + 3H+ + 2e- (1)

- NH3 + O2 + 2H+ + 2e- → NH2OH + H2O (1.1)

- NH2OH + H2O → NO2- + 5H+ + 4e- (1.2)

### Segundo paso de la nitrificación - mecanismo molecular
El nitrito producido en la primera etapa de la nitrificación autotrófica se oxida a nitrato por nitrito oxidorreductasa (NXR) (2). Es una molibdoproteína de hierro-azufre asociada a la membrana, y forma parte de una cadena de transferencia de electrones que canaliza electrones desde el nitrito hasta el oxígeno molecular.
El mecanismo molecular de la oxidación del nitrito está menos explicado que el de la oxidación del amonio. En nuevas investigaciones (por ejemplo, Woźnica A. et al., 2013) Propuso un nuevo modelo hipotético de la cadena de transporte de electrones NOB y el mecanismo NXR (Figura 2). El mecanismo molecular de la oxidación de nitritos es una cuestión abierta.
- NO2-  +  H2O → NO3-  + 2H+ + 2e- (2)

### Características de las bacterias oxidantes del amoniaco y del nitrito

#### Bacterias nitrificantes que oxidan el amoníaco[3][7]
| Género        | Grupo filogenético | DNA (mol% GC) | Hábitats                                  | Características |
| ------------- | ------------------ | ------------- | ----------------------------------------- | --- |
| Nitrosomonas  | Beta               | 45-53         | Suelo, alcantarillado, agua dulce, marino | Gram-negativas, bastoncillos cortos a largos , móviles (flagelos polares) o no móviles; sistemas de membrana periférica |
| Nitrosococcus | Gamma              | 49-50         | Agua dulce, marino                        | Cocos grandes, móviles, membranas vesiculares o periféricas                                                             |
| Nitrosospira  | Beta               | 54            | Suelo                                     | Espirales, móviles (peritrichous flagella); sin sistema de membrana obvio                                               |

#### Bacterias nitrificantes que oxidan el nitrito[3][7]
| Género      | Grupo filogenético | DNA (mol% GC) | Hábitats                  | Características |
| ----------- | ------------------ | ------------- | ------------------------- | --- |
| Nitrobacter | Alfa               | 59-62         | Suelo, agua dulce, marino | Bastoncillos cortos, se reproducen por gemación, ocasionalmente móviles (flagelos subterminales simples) o no móviles; Sistema de membrana dispuesto como un casquete polar |
| Nitrospina  | Delta              | 58            | Marino                    | Grande, bastoncillos delgados, no móvil, sin sistema de membrana obvio |
| Nitrococcus | Gamma              | 61            | Marino                    | Cocci grande, sistema de membrana móvil (uno o dos flagelos subterminales) dispuesta aleatoriamente en tubos                                                                |
| Nitrospira  | Nitrospirae        | 50            | Marino, suelo             | Células helicoidales en forma de vibroide; no móvil; sin membranas internas                                                                                                 |